# Jindrův mlýn
Jindrův mlýn, také Obecní mlýn nebo Městský mlýn je vodní válcový mlýn, který se nachází na samotě, 2,5 km severovýchodním směrem od historického centra jihočeského městaTřeboň. Byl postaven v 17. století, není památkově chráněn.

## Historie
Nejstarší písemné záznamy vztahující se k mlýnu, jsou z roku 1615, kdy třeboňští měšťané žádali o vlastní mlýn. Povolení se dočkali až ke konci třicetileté války v roce 1647 pro mlýn s 1 kolem a 1 stoupou, tj. strojním zařízením pro loupání a drcení obilovin. Mlýn nesl název Obecní mlýn nebo také Městský mlýn. Název Jindrův mlýn se objevuje až v roce 1874.
Mlýn byl poháněn vodou z Mlýnské stoky, což je de facto voda z Lužnice. Mlýnská stoka je uměle vytvořený kanál mezi lety 1519 a 1554, který je odbočkou Zlaté stoky v lesích pod Majdalenou, v oblasti zvané Hrdlo.
Mlýn byl několikrát přestavován, k jeho poslední přestavbě došlo v roce 1920 na mlýn válcový. Na čelní fasádě má nápis „UMĚLÝ VÁLCOVÝ MLÝN JOSEFA JINDRY“. Slovy „umělý válcový mlýn“ nebo dokonce „umělecký válcový mlýn“ majitelé mlýnů v začátcích 20. století vyjadřovali skutečnost, že jejich mlýn prošel zásadní modernizací. K mletí obilí již nepoužívali mlýnské kameny, ale moderní válcové stolice.
V provozu byl do roku 1952, kdy byla jeho činnost definitivně ukončena. V současnosti (2021) je část objektu – bývalý sklad – přebudován na penzion.

## Popis
Válcový mlýn stojí pod hrází Mlýnského rybníka na adrese U sv. Víta č. 247.  Rozměrný areál mlýna má čtvercový dvůr, který je na severní straně uzavřen budovou vlastního mlýna.
Používal vodní kolo na vrchní vodu z Mlýnského rybníka vybudovaného na Mlýnské stoce. Ta z mlýna vytékala do Prostřední stoky, která se  následně vlévá do rybníka Rožmberka.
Vodní kniha z poslední třetiny 19. století, uvádí: „Vodní dílo tvoří mlýn na mouku se dvěma českými složeními, která jsou poháněna dvěma koly o průměru 3,8 m; (...). Východním směrem s mlýnem těsně sousedí jednolistová pila poháněná kolem o průměru 4,4 m a vnitřním ozubeným kolem.“ Pila byla později pro nedostatek vody k jejímu pohonu zrušena.
V 1930 je uváděno, že mlýn měl jedno kolo na vrchní vodu, spád 4 m a výkon 7 HP. V únoru roku 1944 se uvádí jako mlýn s jedním vodním kolem o výkonu 12 HP a naftovým motorem o výkonu 25 HP. Roční kapacita mlýna v roce 1950 byla 50 vagonů. Strojní vybavení mlýna je dosud zachováno, avšak není udržováno.

## Galerie

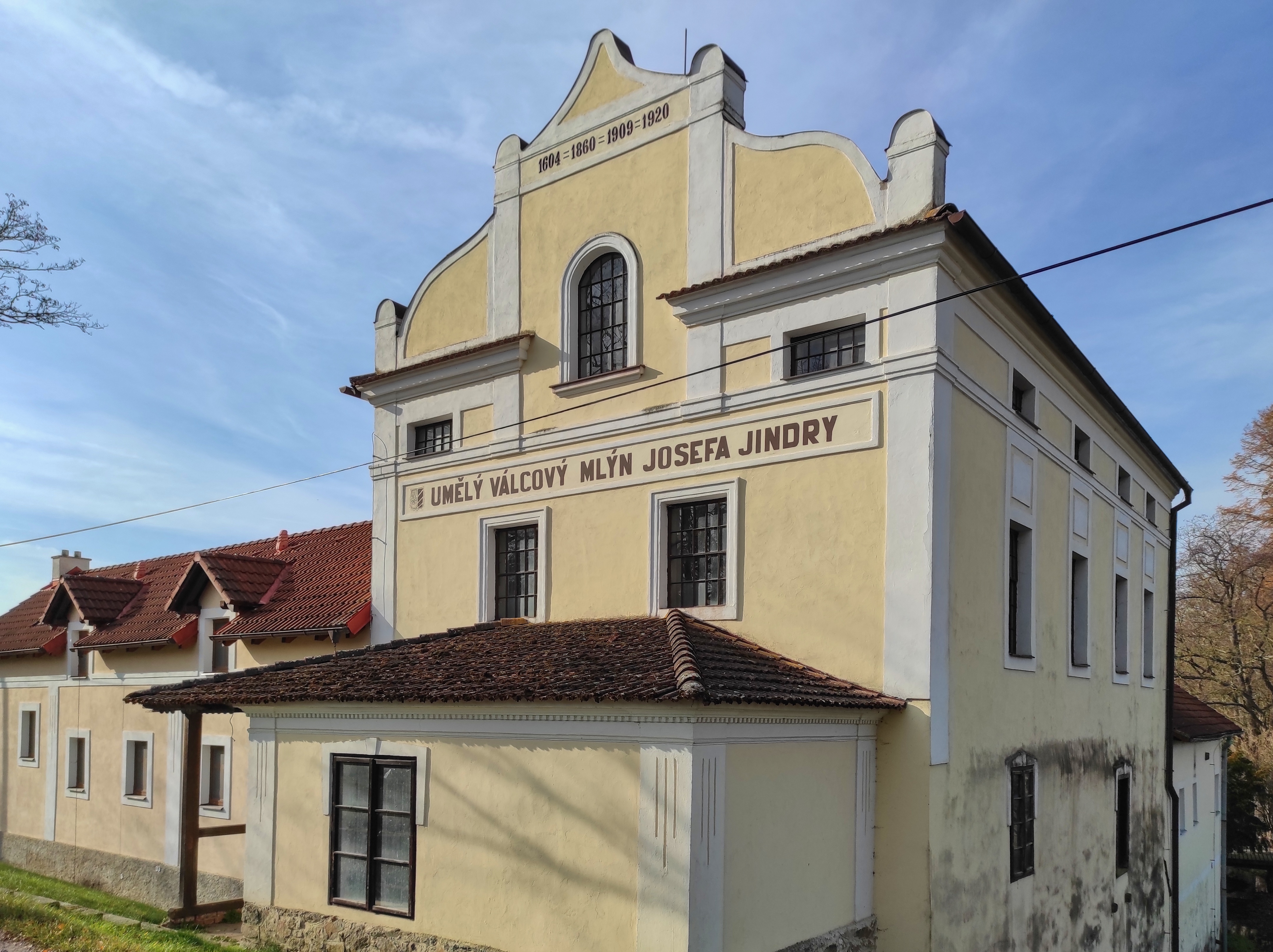
Vlastní budova mlýna
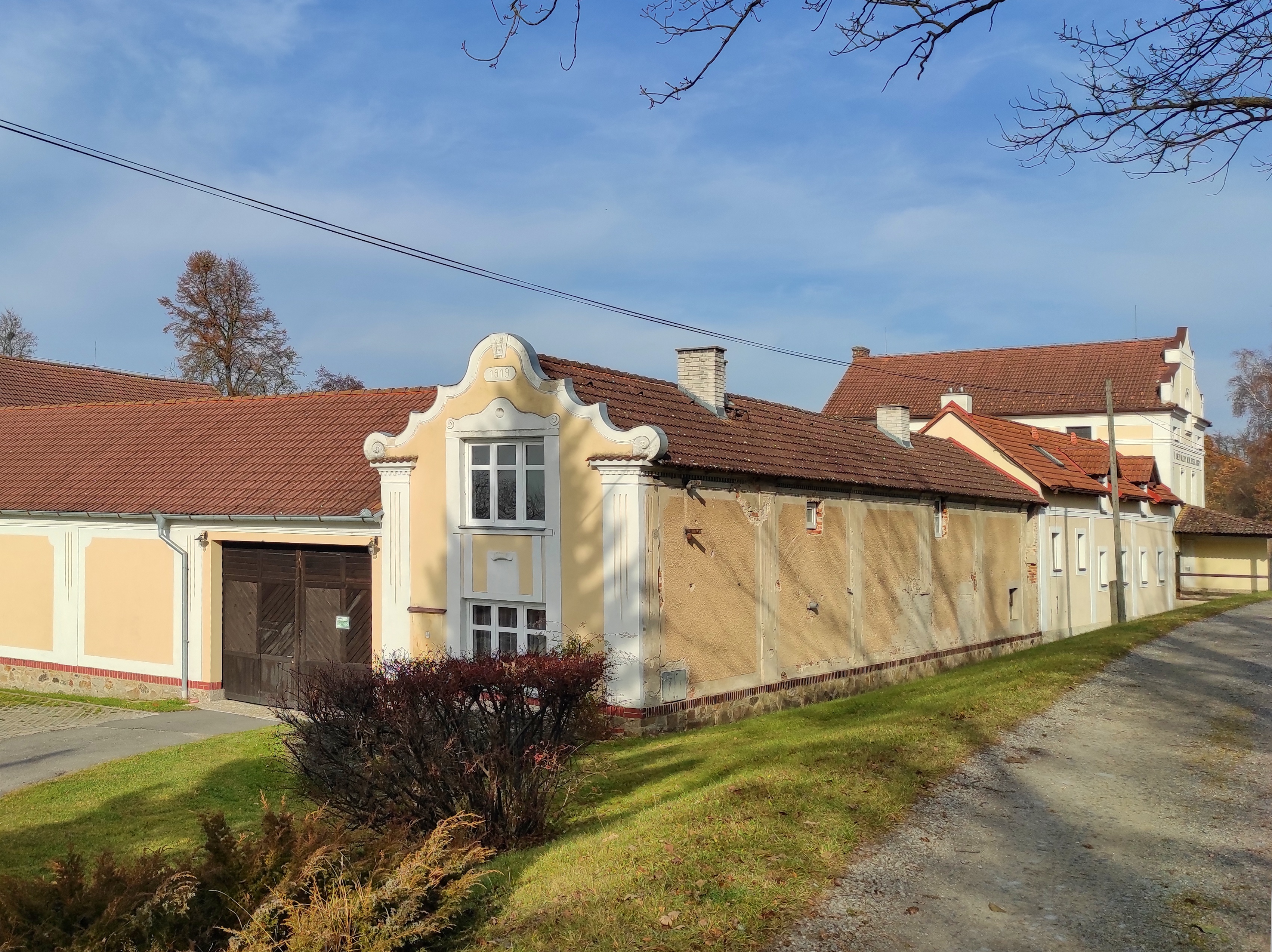
Pohled od jihu
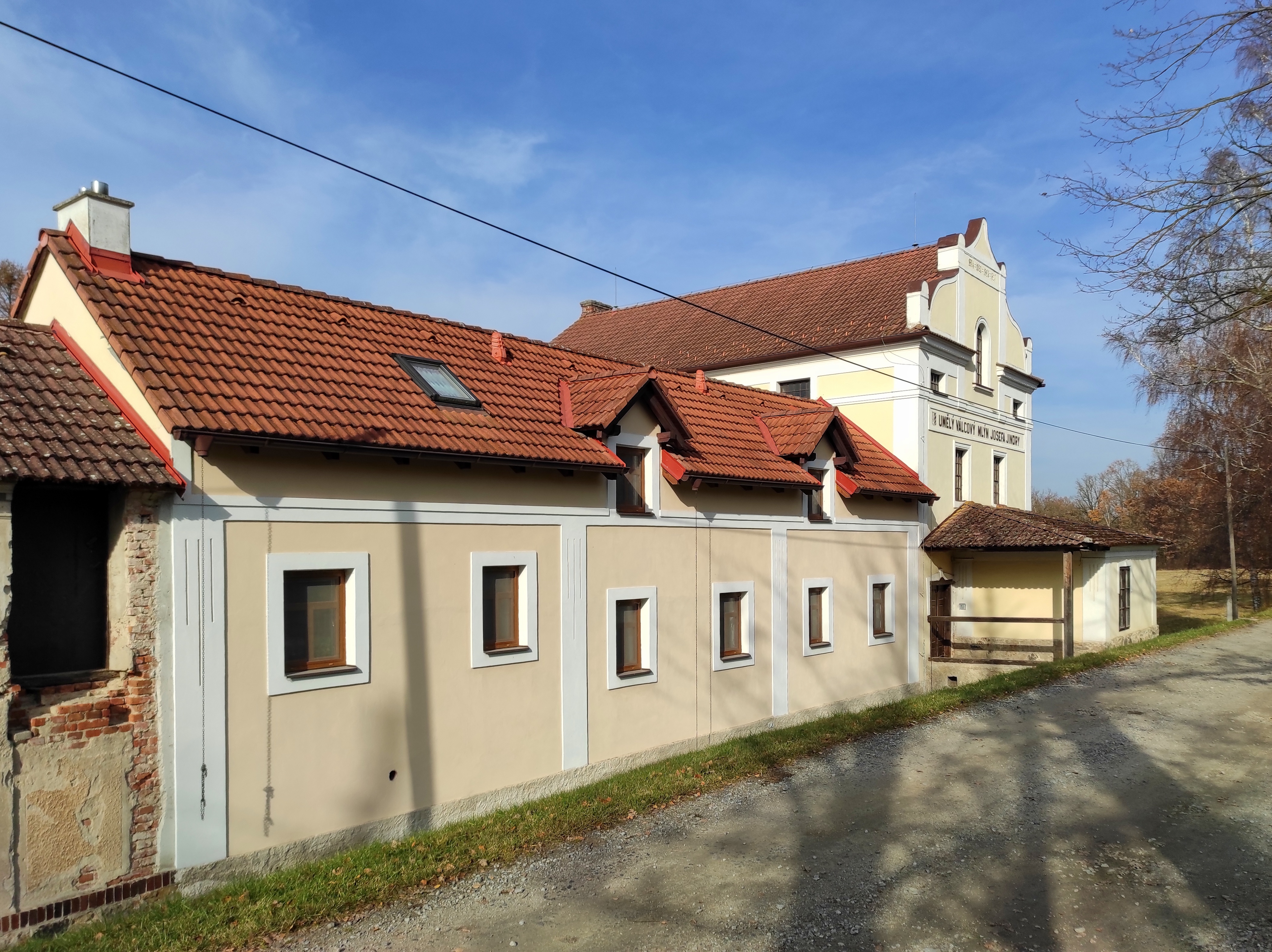
Pohled z hráze Mlýnského rybníka
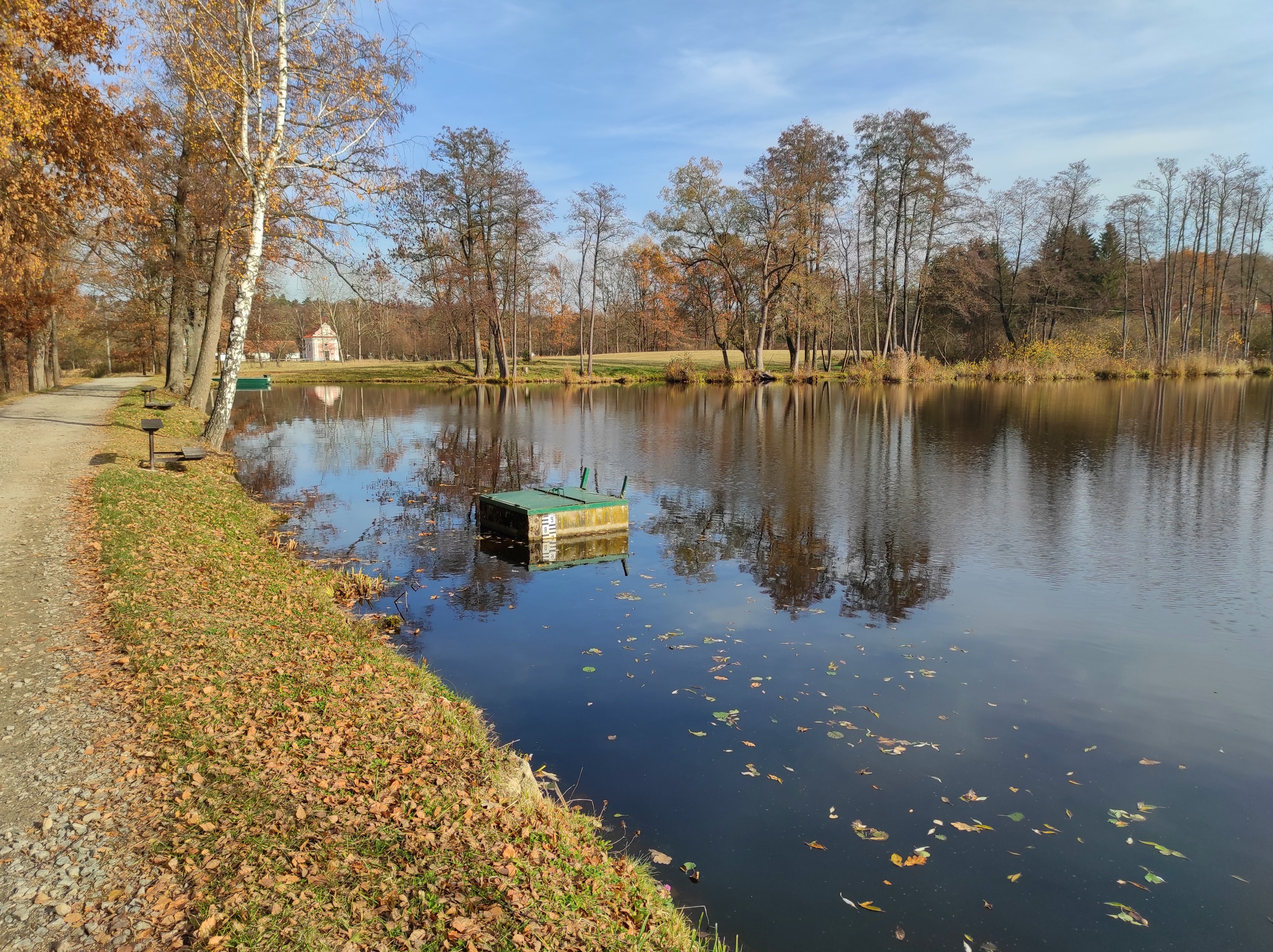
Mlýnský rybník
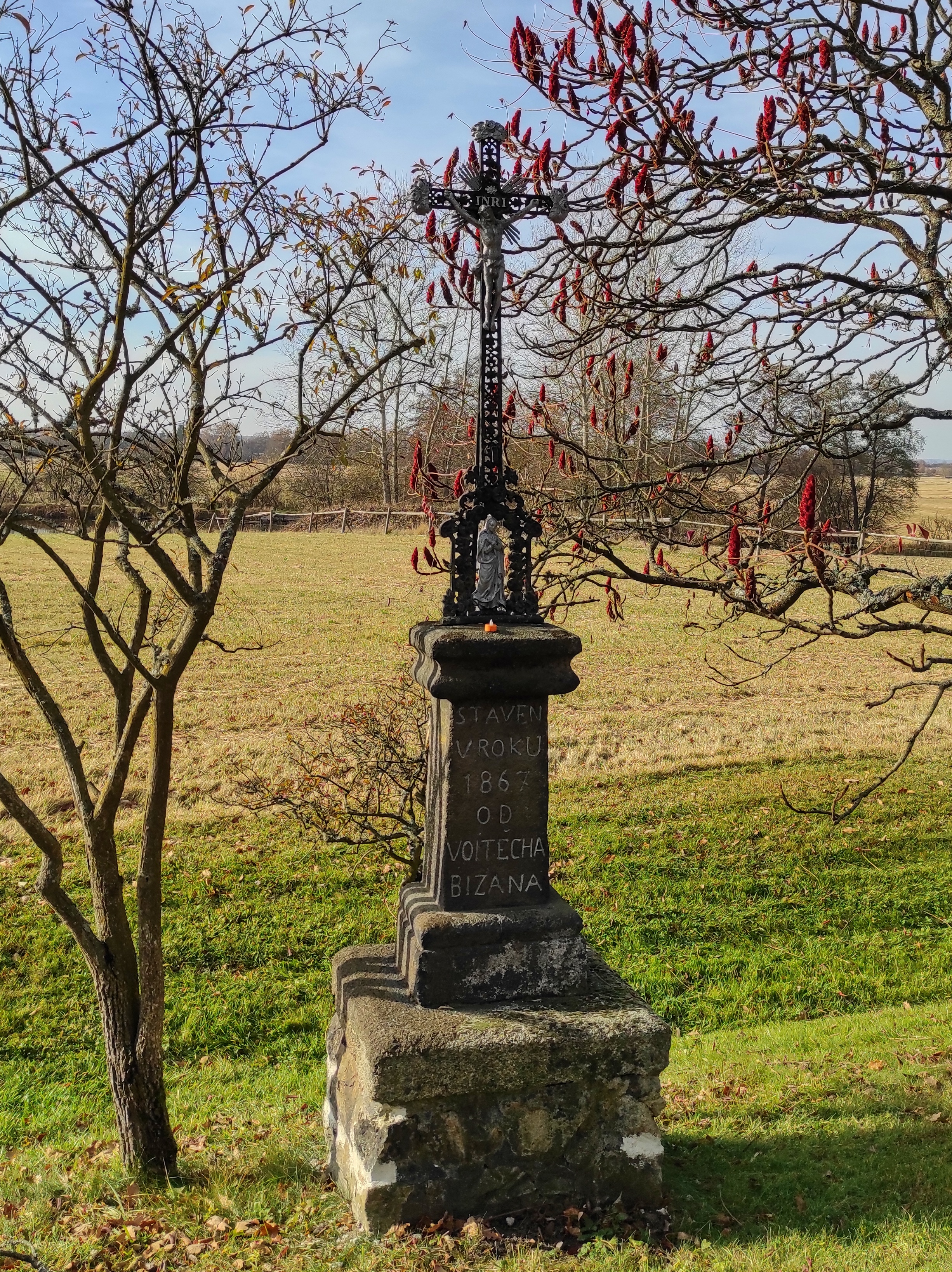
Křížek poblíž mlýna